# Lichen pilaris
Lichen pilaris (von gr. lichen „Moos, Flechte“ und pilus „Haar“, deutsch „Hornknötchenflechte“ und medizinisch auch Keratosis pilaris oder Keratosis follicularis) bezeichnet eine Verhornungsstörung der Haarfollikel. Allgemein bekannt ist die Hautveränderung auch unter dem Namen  Reibeisenhaut, da sich betroffene Hautstellen sehr rau anfühlen.
Die Keratosis pilaris gehört zu den Atopie-Stigmata. Betroffen sind Menschen mit einer Neigung zu trockener Haut. Klinisch zeigt sich die Reibeisenhaut hauptsächlich an den Streckseiten der Oberarme und Oberschenkel, zum Teil am Gesäß, selten im seitlichen Gesichtsbereich. Kleine Hornpfröpfe verschließen die Öffnungen der Haarfollikel. Es erscheinen multiple, raue, keratotische, follikulär gebundene Papeln. Neben der kosmetischen und fühlbaren (haptischen) Beeinträchtigung sind keine Einschränkungen durch einen Lichen pilaris vorhanden. Therapeutisch können Keratolytika wie harnstoffhaltige, milchsäurehaltige oder salicylsäurehaltige Salben eingesetzt werden.